# Zurück auf die Straßen von San Francisco
Zurück auf die Straßen von San Francisco (Originaltitel: Back to the Streets of San Francisco) ist ein US-amerikanischer Kriminalfilm aus dem Jahr 1992, der inhaltlich auf der Fernsehserie Die Straßen von San Francisco basiert. Die Regie führte Mel Damski, von den Schauspielern der Serie treten nur Karl Malden als Mike Stone sowie Darleen Carr als dessen Tochter auf.

## Handlung
Captain Mike Stone ist mit seinem ehemaligen Kollegen Steve Heller, der inzwischen als Hochschullehrer arbeitet, zum Essen verabredet. Als der allerdings nicht erscheint, und am nächsten Morgen Hellers Frau Anne bei Stone auftaucht und ihm erzählt, dass Steve spurlos verschwunden ist, leitet Stone eine Fahndung ein. Es stellt sich heraus, dass Heller von Carl Murchinson ermordet wurde, einem Verbrecher, den Stone und Heller vor Jahren festgenommen hatten. Nachdem Murchinson erfolglos versucht, Stone zu erschießen, entführt er dessen Tochter Jeannie, die aus Seattle zu Besuch ist. In einem alten Fort kommt es zum Showdown, in dessen Verlauf Murchinson von Stone überwältigt und festgenommen wird.
Parallel dazu untersucht Stones Abteilung den Mord an einem Verbrecher, der vom Vater seines Opfers in Selbstjustiz erschossen wurde. Dabei stellt sich heraus, dass der Vater Unterstützung von Lieutenant Charlie Walker hatte, der daraufhin den Dienst quittiert.

## Hintergrund
Zurück auf die Straßen von San Francisco wurde am 27. Januar 1992 auf NBC ausgestrahlt. In Deutschland war der Film erstmals am Neujahrstag 1993 auf RTL Plus zu sehen.

## Synchronisation
Zurück auf die Straßen von San Francisco wurde von der Neue Tonfilm München synchronisiert. Die Dialogregie führte Pierre Peters-Arnolds, der auch das Dialogbuch schrieb.
| Darsteller        | Deutscher Sprecher      | Rolle                |
| ----------------- | ----------------------- | -------------------- |
| Karl Malden       | Friedrich W. Bauschulte | Mike Stone           |
| Debrah Farentino  | Susanna Bonasewicz      | Sarah Burns          |
| Conor O’Farrell   | Pierre Peters-Arnolds   | David O’Connor       |
| Carl Lumbly       | Holger Schwiers         | Charlie Walker       |
| Darleen Carr      | Dagmar Dempe            | Jeannie Stone        |
| Paul Benjamin     | Jochen Striebeck        | Henry Brown          |
| Robert Parnell    | Norbert Gastell         | Sam Hendrix          |
| William Daniels   | Fred Maire              | Richter Julius Burns |
| Nick Scoggin      | Gerd Potyka             | Carl Murchinson      |
| Ed Vasgersian     | Karl-Heinz Krolzyk      | Sergeant Pasarella   |
| Lorri Holt        | Andrea L’Arronge        | Anne Heller          |
| Rod Gnapp         | Gudo Hoegel             | Razor                |
| Amy Resnick       | Claudia Kleiber         | Diana West           |
| Richard Dupell    | Thomas Albus            | J.T. der Clown       |
| Eloise B. Chitmon | Eva Maria Bayerwaltes   | Maureen Brown        |
| Gretchen Grant    | Gudrun Vaupel           | Psychiaterin         |

## Rezeption
Das Lexikon des internationalen Films beurteilte Zurück auf die Straßen von San Francisco als „wenig geglückte Wiederbelebung der beliebten Fernseh-Krimiserie“.